# Poroszország és Brandenburg uralkodóinak listája
Az alábbi lista a Brandenburg-Poroszország területén létrejött, különböző megnevezésű államalakulatok uralkodóinak listáját tartalmazza.
Poroszország történelme a Német Lovagrend történelméhez kötődik. 1618 után Brandenburg és Poroszország történelme szorosan összekötődik, amennyiben a két területen azonos uralkodó országol, és Brandenburg egyre inkább beolvadt a porosz közigazgatásba.

## Brandenburg

### Őrgrófok (1134–1356)
Az államalakulat megnevezése ebben az időben: Brandenburgi Őrgrófság.

#### Askani-ház
|  | Név                                               | Uralkodása | Német név, megjegyzések |
|  | ------------------------------------------------- | ---------- | ----------------------- |
|  | I. „Medve” Albert *1100 körül †1170. november 18. | 1134–1170  | Albrecht I. „der Bär”   |
|  | I. Ottó *1128 †1184. július 8.                    | 1170–1184  | Otto I.                 |
|  | II. Ottó *1147 †1205. július 4.                   | 1184–1205  | Otto II.                |
|  | II. Albert *1150 körül †1220. február 25.         | 1205–1220  | Albrecht II.            |

1220–1313 között a területen a család Stendal és Salzwedel ágai osztoztak.

#### Brandenburg–Salzwedel-ház
|  | Név                                         | Uralkodása | Német név, megjegyzések  |
|  | ------------------------------------------- | ---------- | ------------------------ |
|  | I. János *1213 †1266. április 4.            | 1220–1266  | Johann I.                |
|  | III. „Jámbor” Ottó *1215 †1267. október 9.  | 1220–1267  | Otto III „der Fromme”    |
|  | IV. „Nyilas” Ottó *1238 †1308. november 27. | 1267–1308  | Otto IV. „mit dem Pfeil” |

#### Brandenburg–Stendal-ház
|  | Név                                        | Uralkodása | Német név, megjegyzések |
|  | ------------------------------------------ | ---------- | ----------------------- |
|  | „Nagy” Valdemár *1281 †1319. augusztus 14. | 1308–1319  | Waldemar „der Große”    |
|  | II. „Gyermek” Henrik *1308 †1320 júliusa   | 1319–1320  | Heinrich II. „das Kind” |

### Választófejedelmek (1356–1701)
A terület megnevezése az 1356-ban kiadott Német Aranybullában foglaltaknak megfelelően, azt követően Brandenburgi Választófejedelemség.

#### Wittelsbach-ház(1323–1373)
|  | Név                                                                           | Uralkodása | Német név, megjegyzések                                |
|  | ----------------------------------------------------------------------------- | ---------- | ------------------------------------------------------ |
|  | I. „Öreg” Lajos, vagy „Brandenburgi Lajos” *1315 májusa †1361. szeptember 18. | 1323–1351  | Ludwig V. „der Aeltere”, Ludwig V. „der Brandenburger” |
|  | II. „Római” Lajos *1328. május 7. †1365. május 17.                            | 1351–1356  | Ludwig VI. „der Römer”                                 |
|  | VII. „Lusta” Ottó *1346 †1379. november 15.                                   | 1351–1373  | Otto VII. „der Faule”                                  |

#### Luxemburg-ház(1373–1415)
|  | Név                                                    | Uralkodása | Német név, megjegyzések |
|  | ------------------------------------------------------ | ---------- | --- |
|  | „Lusta” Vencel *1361. február 26. †1419. augusztus 16. | 1373–1378  | Wenzel „der Faule” – cseh király, német-római király. Luxemburgi Zsigmond testvérbátyja.                                                                   |
|  | Zsigmond *1368. február 14. †1437. december 9.         | 1378–1388  | Siegmund - magyar király és német-római császár is volt |
|  | Morva Jobst *1351 †1411. január 18.                    | 1388–1411  | Jobst von Mähren – morva őrgróf, tehetséges politikus, aki jól kihasználta dinasztiájának sikereit. Brünni (ma Brno) udvara a korai humanizmus fellegvára. |
|  | Zsigmond (másodszor)                                   | 1411–1415  | |

## Brandenburg-Poroszország
A Poroszországban uralkodó Albert Frigyes 1618-as halála után az uralkodói cím vejére, János Zsigmondra szállt, onnantól kezdve Brandenburg és Poroszország uralkodói tisztét egyazon személy töltötte be.

### Poroszország hercegei(1525–1618)
|  | Név                                                    | Uralkodása | Német név, megjegyzések |
|  | ------------------------------------------------------ | ---------- | --- |
|  | Albert *1490. május 17. †1568. március 20.             | 1525–1568  | Albrecht; III. „Achilles” Albert brandenburgi választó unokája. Hohenzollern-ház tagja. A Német Lovagrend nagymestere. I. („Öreg”) Zsigmond lengyel király adományozta neki a porosz hercegi címet. |
|  | Albert Frigyes *1553. április 29. †1618. augusztus 27. | 1568–1618  | Albrecht Friedrich; I. Albert fia. |

### Hohenzollernek(1415–1701)
|  | Név                                                          | Uralkodása   | Német név, megjegyzések |
|  | ------------------------------------------------------------ | ------------ | --- |
|  | I. Frigyes *1371. szeptember 21. †1440. szeptember 20.       | 1415/17–1440 | Friedrich I. |
|  | II. „Vas” Frigyes *1413. november 19. †1471. február 10.     | 1440–1470    | Friedrich II. „der Eiserne” |
|  | III. „Achilles” Albert *1414. november 9. †1486. március 11. | 1470–1486    | Albrecht „Achilles” |
|  | I. „Ciceró” János *1455. augusztus 2. †1499. január 9.       | 1486–1499    | Johann I. „Cicero” |
|  | I. „Nesztór” Joachim *1484. február 21. †1535. július 11.    | 1499–1535    | Joachim „Nestor” – művelt, humanista uralkodó, aki egyetemet alapított és fontos törvénykezési reformokat hajtott végre.                                                       |
|  | II. „Hektór” Joachim *1505. január 13. †1571. január 3.      | 1535–1572    | Joachim „Hektor” |
|  | János György *1525. szeptember 11. †1598. január 8.          | 1571–1598    | Johann Georg |
|  | Joachim Frigyes *1546. január 27. †1608. július 18.          | 1598–1608    | Joachim Friedrich |
|  | János Zsigmond *1572. november 8. †1619. december 23.        | 1608–1619    | Johann Siegmund – jelentősen növelte Brandenburg területét és apósától örökölte Poroszországot, mellyel megindult a modern Poroszország kialakulása.                           |
|  | György Vilmos *1595. november 13. †1640. december 1.         | 1619–1640    | Georg Wilhelm – gyengekezű uralkodó volt, aki országát hiába próbálta megvédeni a harmincéves háború szörnyűségeitől.                                                          |
|  | Frigyes Vilmos *1620. február 16. †1688. április 29.         | 1640–1688    | Friedrich Wilhelm – „a Nagy Választófejedelem”-ként emlegetett uralkodó, erőskezű központosító, haderő-szervező és hadvezér, aki megteremtette a porosz militarizmus alapjait. |

## Porosz Királyság (1701–1918)
Bővebben: Porosz Királyság
| Uralkodó                                                                    | Életterminusa                                         | Uralkodása kezdete  | Uralkodása vége                              | Uralkodóháza   | Megjegyzés | Portré |
| --------------------------------------------------------------------------- | ----------------------------------------------------- | ------------------- | -------------------------------------------- | -------------- | --- | ------ |
| I. Frigyes németül: Friedrich I. Poroszország 1. királya                    | 1657. július 11. – 1713. február 25. (55 évesen)      | 1701. január 18.    | 1713. február 25. (12 év, 1 hónap, 7 nap)    | Hohenzollernek | Frigyes Vilmos brandenburgi választófejedelem és Lujza Henrietta orániai–nassaui hercegnő fia. A Porosz Királyság megalapítója és első királya                                               |        |
| I. Frigyes Vilmos németül: Friedrich Wilhelm I. Poroszország 2. királya     | 1688. augusztus 14. – 1740. május 31. (51 évesen)     | 1713. február 25.   | 1740. május 31. (27 év, 3 hónap, 6 nap)      | Hohenzollernek | I. Frigyes porosz király és Zsófia Sarolta hannoveri hercegnő fia. Erőskezű uralkodó, aki jelentős iparosítást hajtott végre, ezzel erősítve a gazdaságot                                    |        |
| II. Nagy Frigyes németül: Friedrich II. der Große Poroszország 3. királya   | 1712. január 24. – 1786. augusztus 17. (74 évesen)    | 1740. május 31.     | 1786. augusztus 17. (46 év, 2 hónap, 17 nap) | Hohenzollernek | I. Frigyes Vilmos porosz király és Zsófia Dorottya hannoveri hercegnő fia. A felvilágosult abszolutizmus irányelvét követve Poroszországot katonai és politikai nagyhatalommá tette          |        |
| II. Frigyes Vilmos németül: Friedrich Wilhelm II. Poroszország 4. királya   | 1744. szeptember 25. – 1797. november 16. (53 évesen) | 1786. augusztus 17. | 1797. november 16. (11 év, 2 hónap, 30 nap)  | Hohenzollernek | II. Nagy Frigyes porosz király unokája, Ágost Vilmos királyi herceg fia. Részt vett Lengyelország III. felosztásában, ám uralkodása inkább tékozlásairól és szerelmi botrányairól ismeretes  |        |
| III. Frigyes Vilmos németül: Friedrich Wilhelm III. Poroszország 5. királya | 1770. augusztus 3. – 1840. június 7. (69 évesen)      | 1797. november 16.  | 1840. június 7. (42 év, 6 hónap, 22 nap)     | Hohenzollernek | II. Frigyes Vilmos porosz király és Friderika Lujza hessen–darmstadti hercegnő fia. A napóleoni háborúkat követően stabilizálta országa helyzetét, a Szent Szövetség egyik létrehozója       |        |
| IV. Frigyes Vilmos németül: Friedrich Wilhelm IV. Poroszország 6. királya   | 1795. október 15. – 1861. január 2. (65 évesen)       | 1840. június 7.     | 1861. január 2. (20 év, 6 hónap, 26 nap)     | Hohenzollernek | III. Frigyes Vilmos porosz király és Lujza mecklenburg–strelitzi hercegnő fia. A kezdeti liberális politikáját Bismarck javaslatára abszolutista irányra váltotta                            |        |
| I. Vilmos németül: Wilhelm I. Poroszország 7. királya                       | 1797. március 22. – 1888. március 9. (90 évesen)      | 1861. január 2.     | 1888. március 9. (27 év, 2 hónap, 7 nap)     | Hohenzollernek | IV. Frigyes Vilmos porosz király testvére. Először az Északnémet Szövetség elnöke, majd az újonnan alakult Német Birodalom első császára lett                                                |        |
| III. Frigyes németül: Friedrich III. Poroszország 8. királya                | 1831. október 18. – 1888. június 15. (56 évesen)      | 1888. március 9.    | 1888. június 15. (3 hónap, 6 nap)            | Hohenzollernek | I. Vilmos német császár és porosz király és Auguszta szász–weimar–eisenachi hercegnő fia. Az első egyetemi végzettségű porosz uralkodó, egyben a legrövidebb ideig regnáló is                |        |
| II. Vilmos németül: Wilhelm II. Poroszország 9. királya                     | 1859. január 27. – 1941. június 4. (82 évesen)        | 1888. június 15.    | 1918. november 9. (30 év, 4 hónap, 25 nap)   | Hohenzollernek | III. Frigyes német császár és porosz király és Viktória brit királyi hercegnő fia. Az első világháború elvesztése és az 1918–19-es németországi forradalom következtében lemondott trónjáról |        |

## Az 1918 utáni idők
Az elvesztett világháború után Németország megszűnt monarchia lenni, azonban a weimari Németországban Porosz Szabadállam (Freistaat Preußen, más írásmódban Freistaat Preussen) működött tovább.
A Porosz Szabadállam miniszterelnökei:
- Paul Hirsch (SPD) 1918–1920
- Otto Braun (SPD) 1920–1921
- Adam Stegerwald (Deutsche Zentrumspartei) 1921
- Otto Braun (SPD) 1921–1925
- Wilhelm Marx (Deutsche Zentrumspartei) 1925
- Otto Braun (SPD) 1925–1932

1932-ben Franz von Papen feloszlatta a porosz kormányt, és helyén kormányzóságot hozott létre, melynek élén a Reichskommissar, a birodalmi kormányzó állt. Poroszország birodalmi kormányzói:
- Franz von Papen; 1932
- Kurt von Schleicher; 1932–1933
- Franz von Papen; 1933

A nemzetiszocialista hatalomátvétel után Poroszország vezetője:
- Hermann Göring (NSDAP) 1933–1945

Az elvesztett második világháború után a szövetséges erők feloszlatták Poroszországot. Kelet-Poroszország, a korábbi porosz állam, melyből a katonai hatalom kifejlődött, orosz és lengyel igazgatás alá került. Brandenburgot a megszálló szovjet hatalom és az NDK kommunista kormánya három körzetre osztotta fel. Brandenburg, mint szövetségi állam, a német újraegyeülés után jött újra létre.

## Trónkövetelők
A német monarchia megszűnése óta a Hohenzollern-család egyes tagjai életük során, ill. a mai napig igényt tartanak a porosz, ill. a német trónra. Ezek:
- II. Vilmos volt német császár 1918–1941 közötti száműzetésének ideje alatt
- Vilmos német koronaherceg (1882. május 6. – 1951. július 20.), igénye a német/porosz trónra az 1941–1951 közötti időszakban élt.
- Lajos Ferdinánd porosz herceg (1907. november 9. – 1994. szeptember 26.), igénye a német/porosz trónra az 1951–1994 közötti időszakban élt.
- György Frigyes porosz herceg (1976. június 10. –), igényt támaszt a német/porosz trónra 1994 óta.

## Lásd még
- Bayreuthi őrgrófok listája
- Brandenburg–ansbachi őrgrófok listája